# Quebrada Honda (Unare)
La quebrada Honda es un afluente hidrológico del estado Guárico, Venezuela, que nace en las Montañas de Tamanaco y tiene una extensión de 500 km. Este afluente nace en los morros del sur, por el Cerro Las Picas y desemboca en el río Unare, donde antes existía un pueblo denominado San Miguel del Batey, no lejos de San José de Unare. Fue una quebrada navegable para los aborígenes Caribes y palenques quienes se desplazaban por curiaras por esta zona. Es una afluente que contiene muchos tipos de pescado como el bagre, sardinita, tigrito, guabina, etc.

## Situación
Esta quebrada está situada en el estado Guárico en la parte norte. Se extiende de oeste a este hasta desembocar en la Cuenca del Unare, río este que discurre por los estados de Estado Anzoátegui y Guárico. Antes de alcanzar el río Unare, recibe las aguas de más de ochenta quebradas y riachuelos.

## Historia
En la marcha de la llamada Retirada de los seiscientos se incorporaron las guerrillas de Pedro Zaraza y José Tadeo Monagas en los llanos cercanos a Quebrada Honda. El  2 de agosto de 1816 el general Gregor MacGregor los patriotas enfrentan y derrotan en Quebrada Honda a la tropa realista del Coronel Juan Nepomuceno Quero.  Más tarde el 6 de septiembre libran la Batalla de los Alacranes que les permite tomar la ciudad de Barcelona.